# 基爾肯尼郡
基爾肯尼郡（County Kilkenny；愛爾蘭語：Contae Chill Chainnigh），是愛爾蘭的一個郡，位於愛爾蘭島南部。歷史上屬倫斯特省。南界為舒爾河，東界為巴羅河，而諾爾河在中部流過。面積2,061平方公里，2006年人口87,394人。首府基爾肯尼。
丹漠洞是基爾肯尼的其中一個旅遊景點。

## 外部連結
- Kilkenny County Council Website （页面存档备份，存于）
- Live Weather and Climate for Kilkenny